# 毛勝三山
毛勝三山（けかちさんざん）は、富山県魚津市と黒部市の間にある山岳群である。飛騨山脈立山連峰の北に連なり、毛勝山・釜谷山・猫又山で構成。この三山は、片貝川の源流でもある。登山道については後述。高山植物やハイマツなどの植物も多い。山麓の雪渓の近くには、多くの山菜が自生している。

## 概要
中部山岳国立公園の北端に当たる山々で、毛勝三山の一つである釜谷山（2415m）は魚津市の最高峰となっている。毛勝山と猫又山は登山道が整備されているが、国土地理院地図には登山道が記載されていない。なお釜谷山は登山道が無い。
毛勝三山ではライチョウの生息が確認されており、立山連峰のライチョウ生息地では北端に当たる。

## 毛勝山（けかちやま、けかつやま）
毛勝三山を代表する標高2,415 m  (2414.52m) の山で、日本二百名山に選定されている。

### 由来
古くは瀧倉ヶ岳、ケカチ山といったという。
毛勝谷からきた名前で、夏に水不足になると、融雪を促すため人々が鍬で毛勝谷などの雪渓を崩したと伝えられ、毛勝谷の名は水不足による凶作すなわち飢渇（けかつ、けかち、きかつ－飢饉の意）が毛勝に転訛したという説がある。
「ケカチ谷」とは、年中雪の消えない谷のことで、長野県北部の小谷（おたり）村や新潟県西頸城あたりの方言だといい。戦国末期、越後落人が移り住んだからだという説もある。
片貝では山を付けず「けかち」と呼ぶ人が多い。地元の（古くからいる）人々の発音では「きかつ」と聞きとれる。この地方の言葉で「かつ」とは「切る」とか「打つ」といった意味がある。

### 自然
この山の標高1400〜1500m地点にある万年雪（高さは6〜10m）は、海から20km地点に存在するのは国内で唯一であり、世界でも珍しいとされている。この万年雪は夏まで残る。

## 釜谷山（かまたんやま）
毛勝三山で最も標高が高い。標高2,415 m。魚津市の最高峰でもある。
「富山県山名録」によれば、古名を「姥倉ヶ岳」といったが田部重治らが釜谷から登攀した際に命名した。この「釜」は谷に見られるポットフォールのことであるという。

## 猫又山（ねこまたやま）
標高2,378 m。片貝川の実質的な源流の山である。
「にいかわのむかしばなし」（柴垣光郎著）によれば、昔、猫又（妖怪）が黒部の山の中に追われ逃げてきて、この山に住み付き、たくさんの猫が集まって鳴き声が聞こえるなどの怪異があったのが由来という。また、「続　日本の地名」（谷川健一著）によれば、「たんなる伝承ではなく、実在の大猫がいて、人をしばしば襲うことがあったから」としている。これは、黒部川のほうに山を降りると別の猫又（黒部峡谷鉄道の駅がある）の地名と猫又谷があることと呼応する。

### 自然
山の麓、南又には洞杉と呼ばれる立山杉の大木群が見られる。
2000年（平成12年）の環境省の調査によれば、幹周り全国第3 位（15.60 m）の物がある。

## 登山道
毛勝山へは、近年、無積雪期でも登れるように西北尾根からのコースが藪刈りされており、昭文社の2021年度の『山と高原地図 37 剱・立山』では、西北尾根登山口の表記と共に、毛勝山登山ルート（西北尾根）として赤実線の一般登山道の扱いで記載されている。同地図では登り7時間、下り4時間40分の計11時間40分のコースタイム設定であり、標高差1,700mで途中に山小屋もないため、山行には相応の体力が必要である。このコースが開設される以前は、残雪期に限って片貝東又発電所近くから阿部木谷へ入り毛勝谷から登るルートしかないとされていた。
猫又山へは、馬場島からブナクラ谷に入り、谷の途中から尾根に取りつき大猫平と大猫山を経由する登山道と、ブナクラ谷を遡りブナクラ乗越を経由して尾根を急登する登山道があり、昭文社の2021年度の『山と高原地図 37 剱・立山』では両登山道とも破線の難路登山道扱いとなっている。同地図では猫又山を大猫山経由で往復すると登り8時間、下り5時間20分の計13時間20分、猫又山をブナクラ乗越経由で往復すると登り7時間10分、下り5時間30分の計12時間40分のコースタイム設定となっている。また参考モデルコースとして、1泊2日のテント泊で歩行時間18時間20分の「馬場島から猫又山・赤谷山一周」が掲載されている。このモデルコースは、大猫山経由で猫又山山頂に至りブナクラ乗越経由で下山する時計回りの13時間30分の一周コースに、ブナクラ乗越から赤谷山までの往復4時間50分の行程を加えたものである。なお猫又山～釜谷山～毛勝山を縦走できる登山道はない。

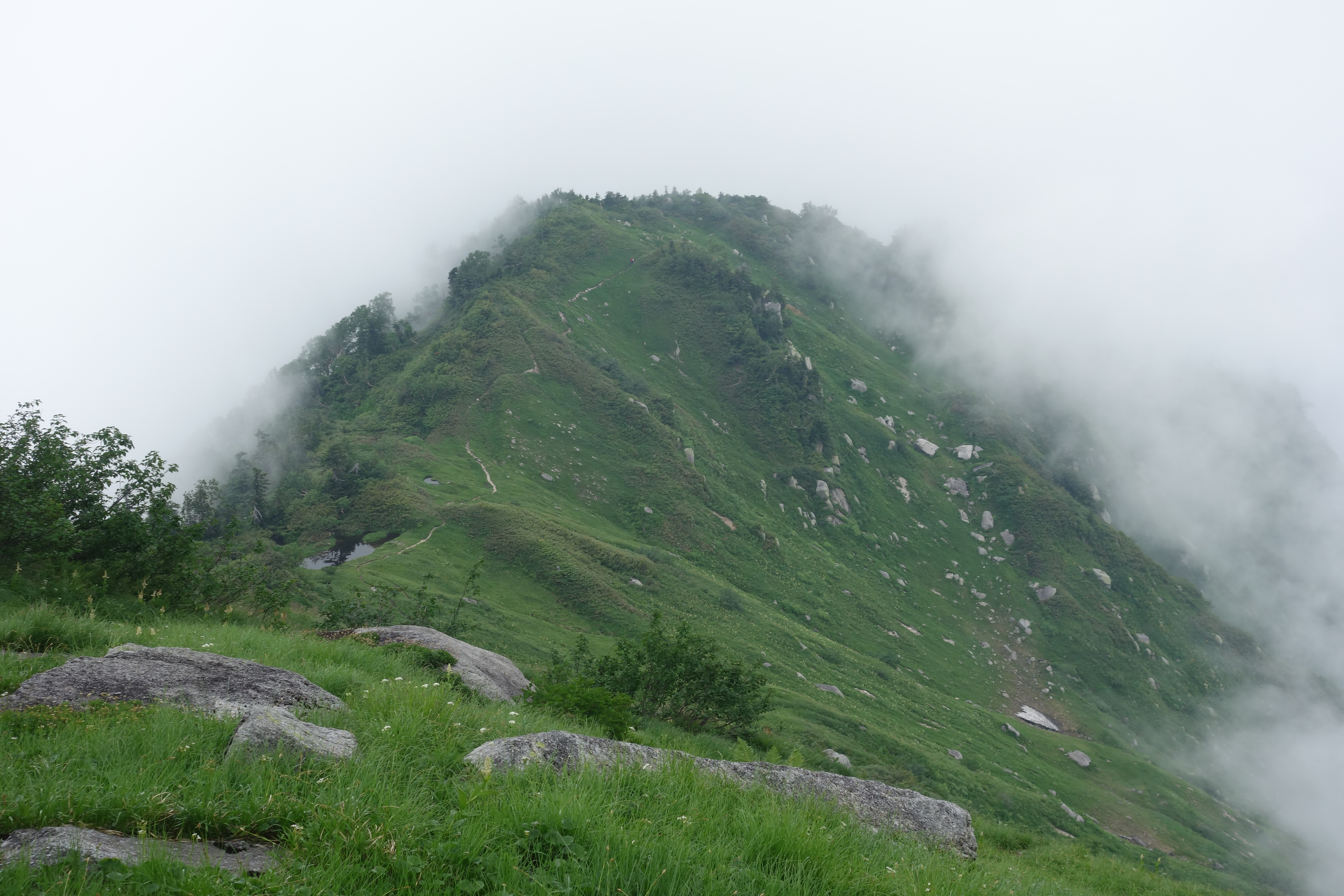
池塘が点在する前衛峰・モモアセ山
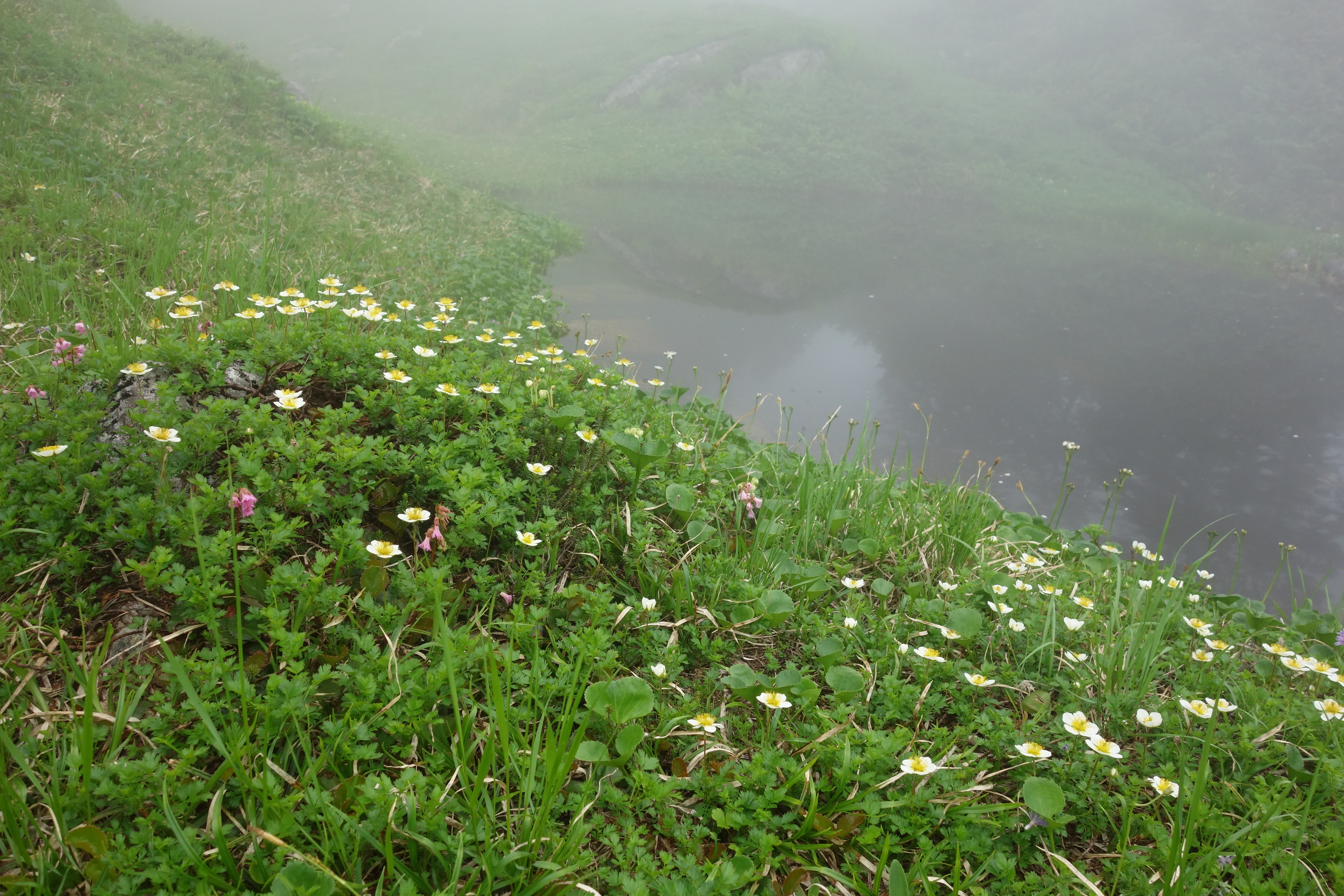
クワガタ池の畔に咲くチングルマ
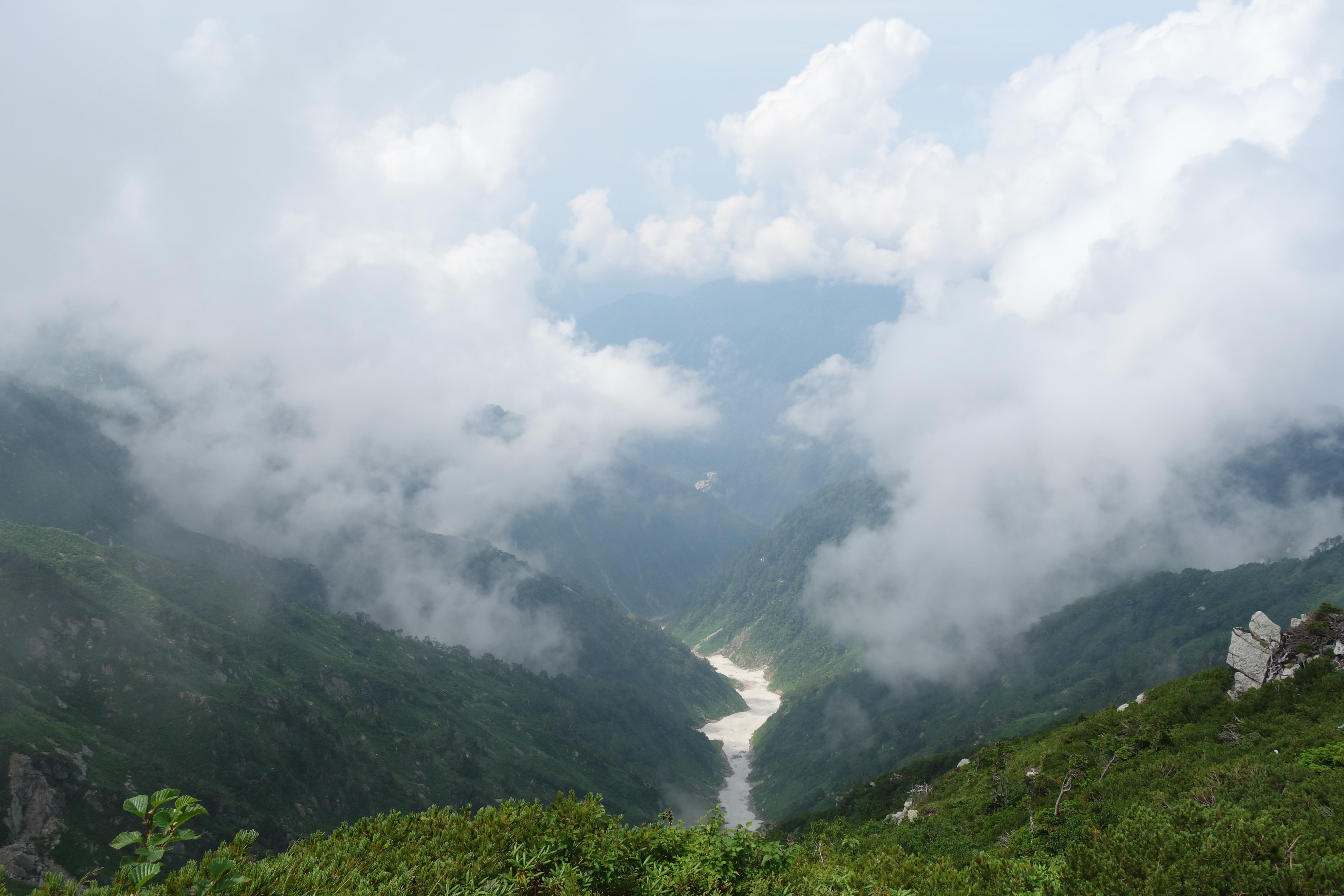
毛勝山から見下ろした毛勝谷
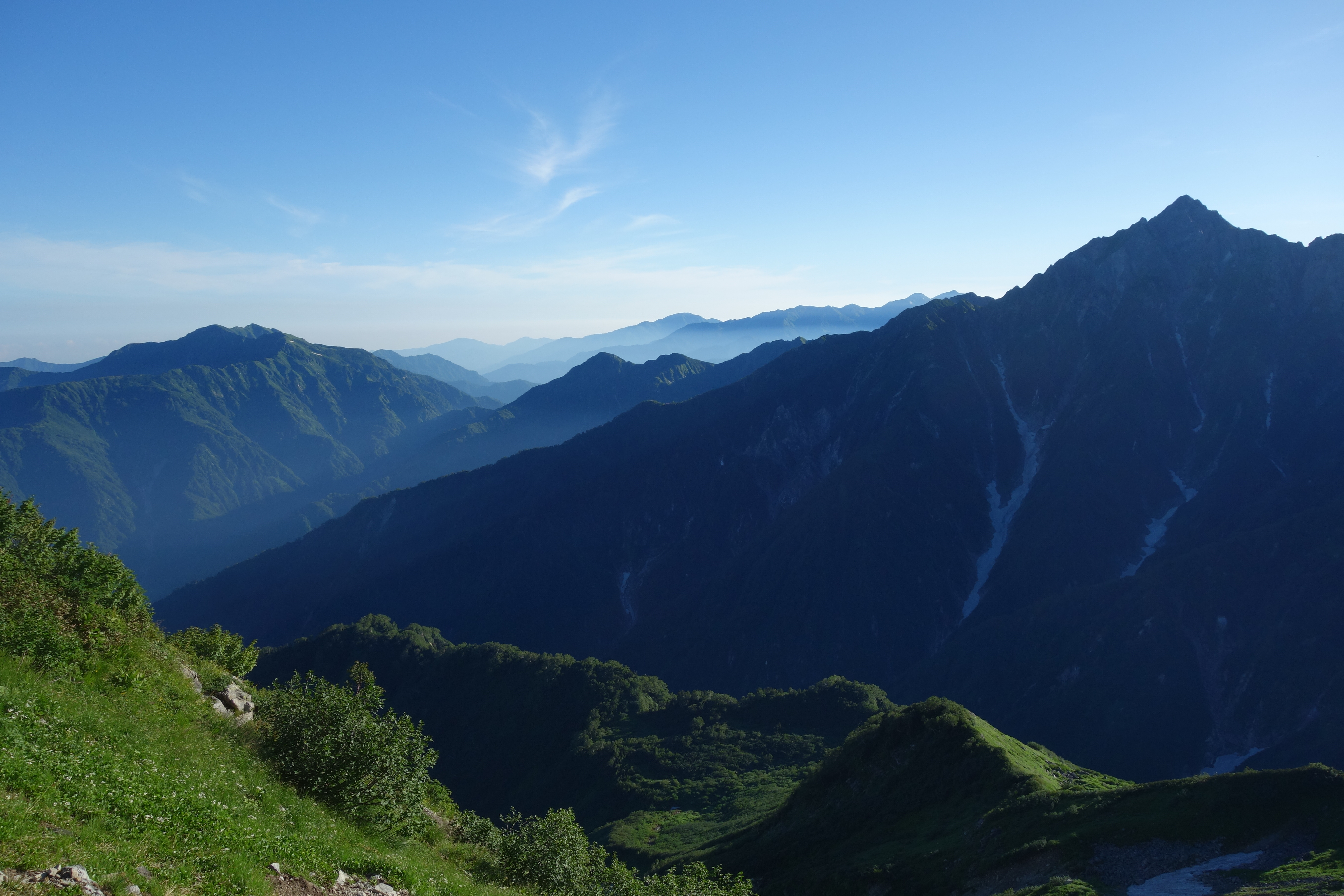
奥大日岳から見た毛勝三山と剱岳

## 周辺の山
- 僧ヶ岳
- 越中駒ヶ岳
- 赤谷山
- 剱岳
- 大猫山
- 大日岳
- 奥大日岳
- 中山

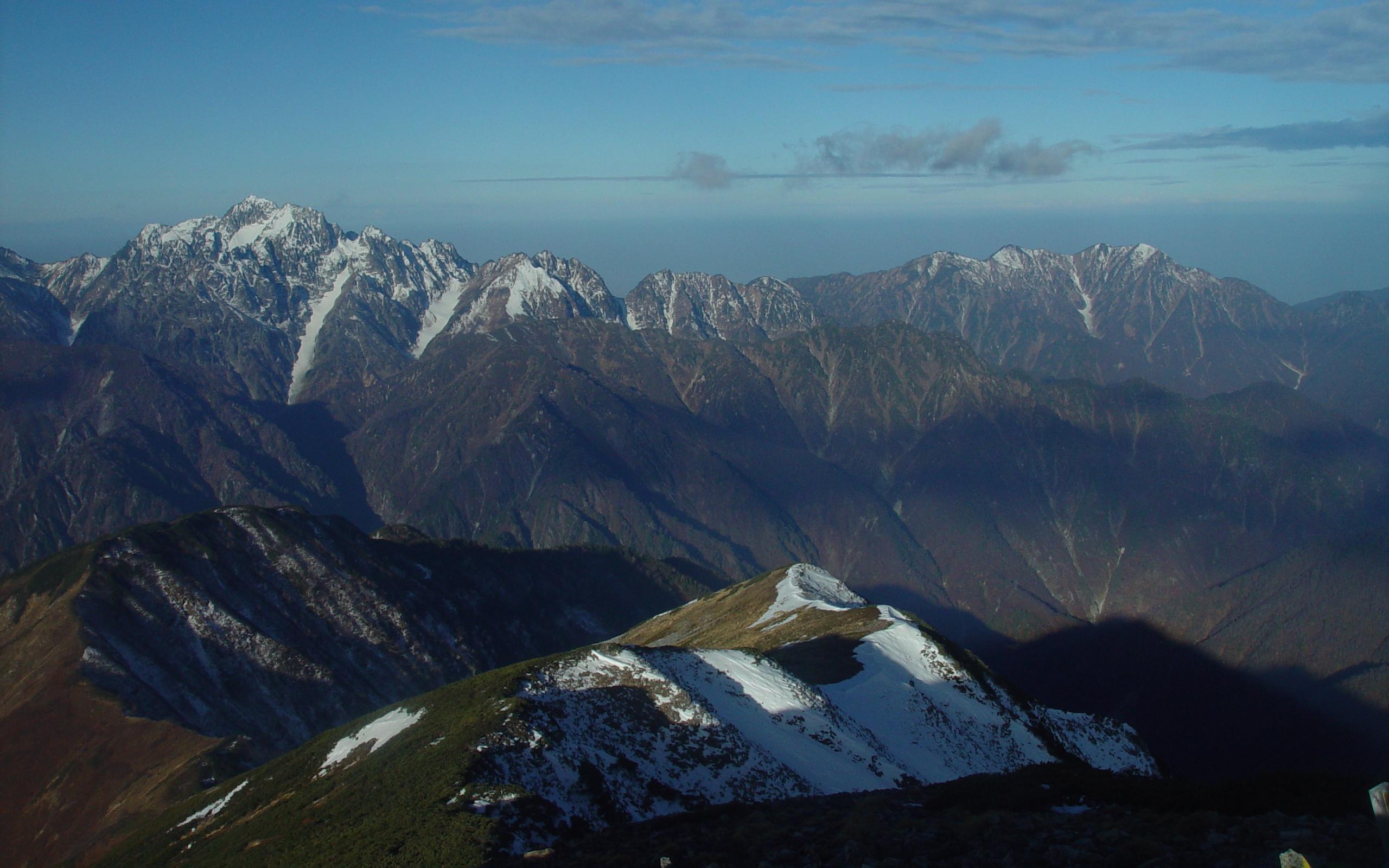
東方の鹿島槍ヶ岳から望む立山連峰の剱岳と毛勝三山
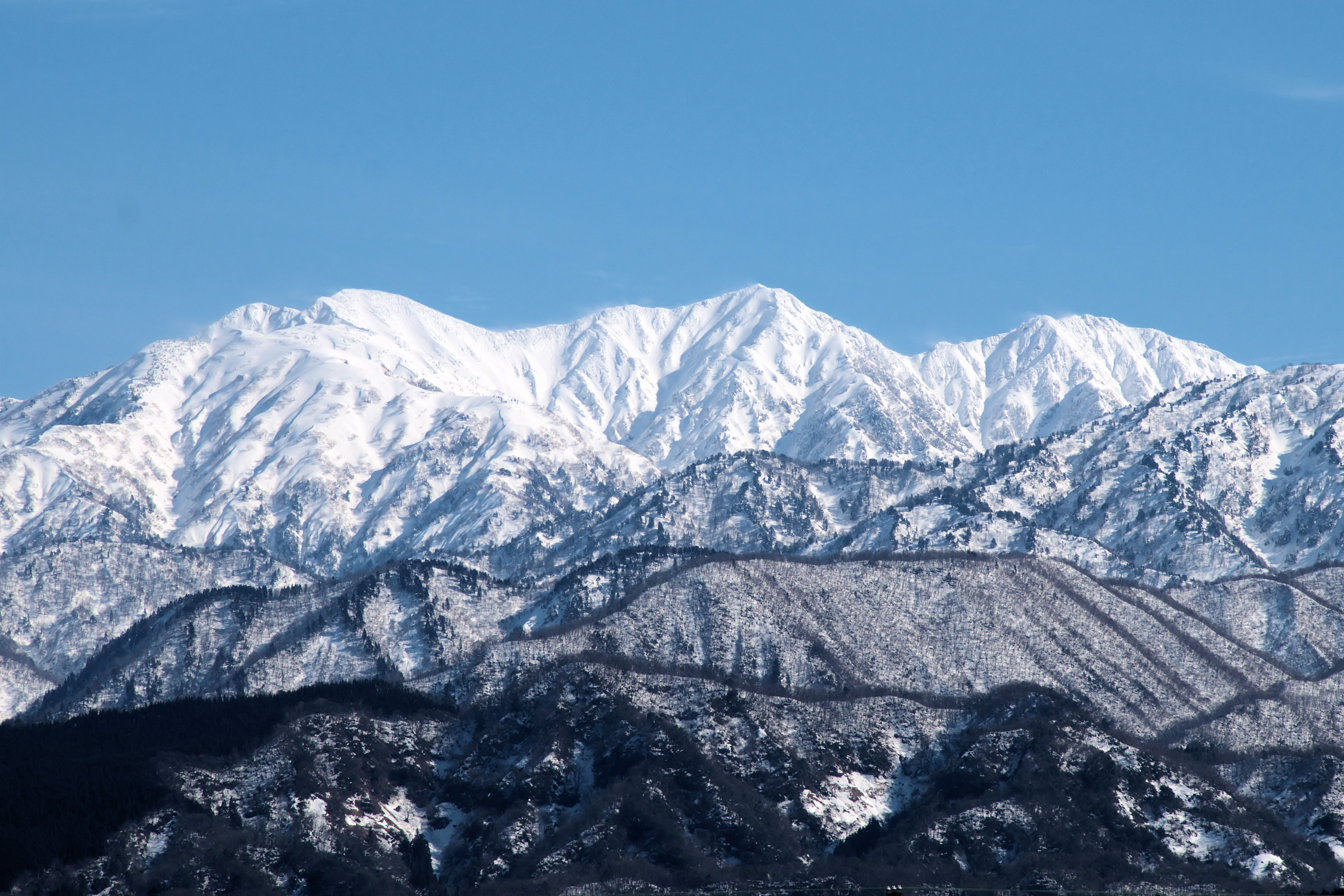
毛勝三山
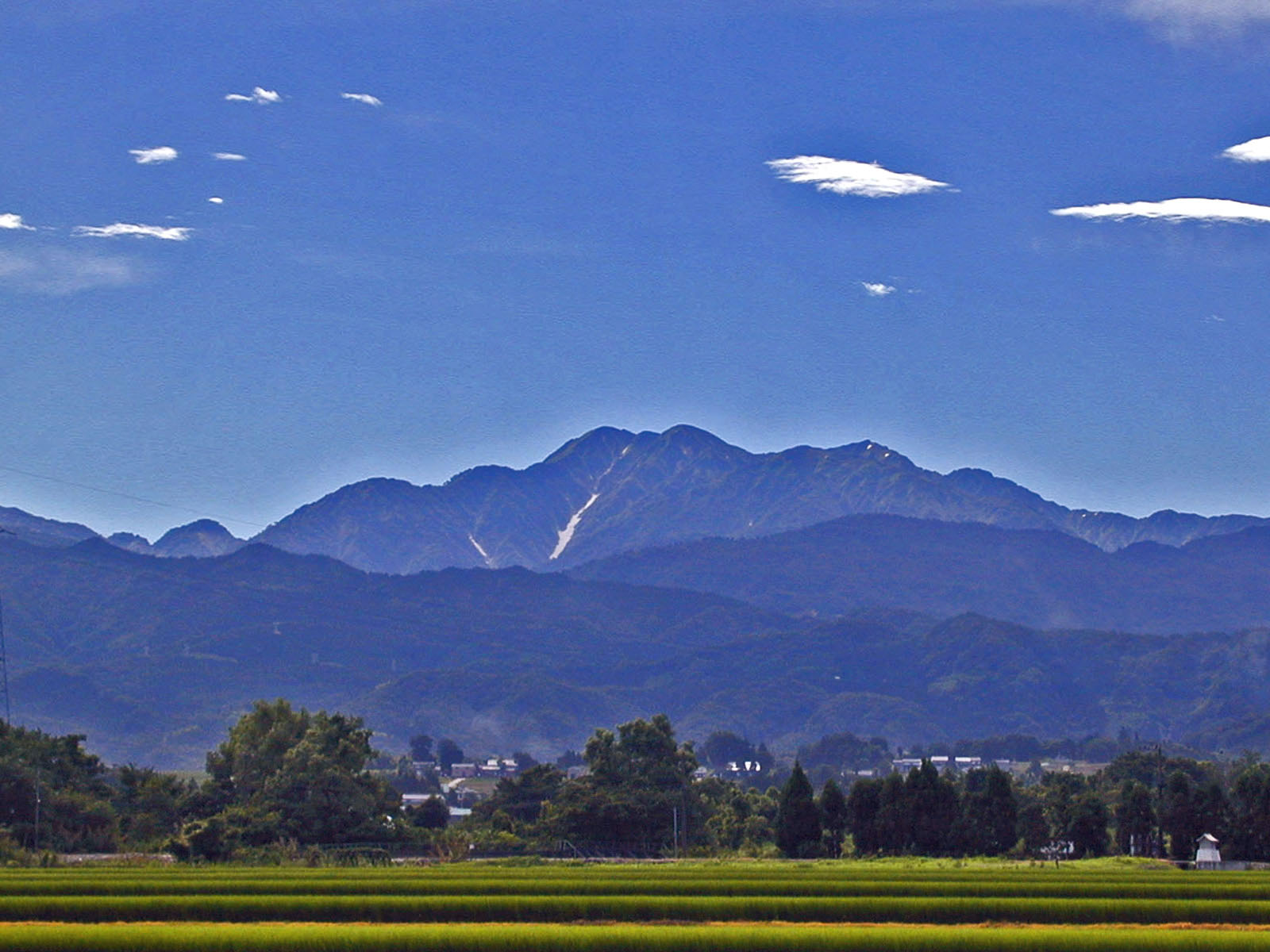
富山平野より中央に毛勝三山　左から毛勝山(と南峰)、釜谷山 、猫又山